# Hypositta corallirostris
Vanga-trepador ou vanga-de-bico-de-coral (Hypositta corallirostris) é uma espécie de ave da família Vangidae.
É endémica de Madagáscar.
Os seus habitats naturais são: florestas subtropicais ou tropicais húmidas de baixa altitude.